# Schallweiher
Der Schallweiher ist ein Baggersee bei Karlsfeld, Landkreis Dachau, Oberbayern. 
Er liegt durch einen flachen Damm getrennt wenig westlich des Nordendes des Karlsfelder Sees und dient u.A. Bibern als Habitat.